# Tamer Tuna
Tamer Tuna (ur. 1 lipca 1976 w Hanak) – turecki piłkarz występujący na pozycji pomocnika.

## Kariera klubowa
Tuna seniorską karierę rozpoczynał w 1994 roku w Petrolofisisporze, do którego był wypożyczony z Galatasaray SK. W Süper Lig zadebiutował 6 listopada 1994 roku w wygranym 2:1 pojedynku z MKE Ankaragücü. 4 grudnia 1994 roku w zremisowanym 1:1 spotkaniu z Adaną Demirspor strzelił pierwszego gola w Süper Lig.
W 1995 roku został graczem Denizlisporu. Pierwszy ligowy mecz zaliczył tam 13 sierpnia 1995 roku przeciwko Altayowi (2:1). W Denizlisporze spędził 2 lata, a 1997 roku przeszedł do Dardanelsporu, także występującego w Süper Lig. Zadebiutował tam 3 sierpnia 1997 roku w zremisowanym 1:1 ligowym spotkaniu z İstanbulsporem. W Dardanelsporze występował przez 2 lata.
W 1999 roku Tuna odszedł do Trabzonsporu (Süper Lig). Ligowy debiut zanotował tam 8 sierpnia 1999 roku w wygranym 2:1 pojedynku z Adanasporem. Po dwóch latach spędzonych w Trabzonsporze, 2001 roku podpisał kontrakt z Beşiktaşem JK, również z Süper Lig. W jego barwach zadebiutował 15 grudnia 2001 roku w wygranym 6:0 pojedynku z Göztepe AŞ. W 2003 roku zdobył z zespołem mistrzostwo Turcji.
W tym samym roku przeniósł się do Bursasporu, również z Süper Lig. Pierwszy ligowy mecz zaliczył tam 31 sierpnia 2003 roku przeciwko MKE Ankaragücü (0:2). Barwy Bursasporu reprezentował przez rok. Potem został graczem Samsunsporu, gdzie występował przez ponad pół roku.
W 2005 roku Tuna trafił do rosyjskiego Tierieka Grozny. W Priemjer-Lidze zadebiutował 13 marca 2005 roku w przegranym 0:3 pojedynku z CSKA Moskwa. W Tierieku spędził sezon 2005, a na początku 2006 roku wrócił do Samsunsporu.
Latem tego samego roku podpisał kontrakt z Şekersporem z 2. Lig. Na początku 2007 roku wrócił do Süper Lig, gdyż został graczem występującego tam Gaziantepsporu. W jego barwach rozegrał 1 spotkanie. Latem 2007 roku odszedł do İstanbulsporu z 1. Lig, a w 2008 roku ponownie trafił do Dardanelsporu z 2. Lig. W 2009 roku awansował z nim do 1. Lig. W 2010 roku zakończył karierę.

## Kariera reprezentacyjna
W reprezentacji Turcji Tuna rozegrał 1 spotkanie. Był to przegrany 0:4 towarzyski mecz z Francją, rozegrany 15 listopada 2000 roku. Wcześniej grał też w kadrze Turcji U-21.